# Адальберон (архиепископ Реймса)
Адальбе́рон (фр. Adalbéron de Reims; ок. 935/940 — 23 января 989) — французский церковный и государственный деятель. В 969—989 годах — архиепископ Реймса, королевский канцлер при Лотаре Французском и Людовике V. Адальберона называли одним из наиболее выдающихся деятелей своего времени. Он занимался государственной деятельностью в сложной обстановке распада Франкской империи Каролингов и формирования французского государства. Он принимал участие в многочисленных военных столкновениях и дипломатических переговорах между французскими королями и германскими императорами второй половины X века.

## Биография

### Государственная деятельность
Адальберон происходил из знатного Лотарингского рода Вигерихидов (или Арденнского дома). Сын графа Бидгау Гозело (Гозлина), внук основателя династии Вигериха Он был предан имперской идее и боролся с сепаратизмом герцогов как в Баварии, так и в Лотарингии.
Постепенно происходит сближение Адальберона с Гуго Капетом. Адальберон становится после смерти в 986 году короля Лотаря Французского ближайшим советником вдовствующей королевы Эммы.
Интриги Адальберона против Людовика V в пользу Гуго Капета приводят к открытому разрыву между королём и его канцлером. В мае 987 начинается судебное разбирательство против Адальберона в Компьене, но внезапная гибель Людовика V во время охоты изменяет всю ситуацию.
На избирательном собрании в Санлисе Адальберон активно агитирует в пользу избрания Гуго Капета. З июля 987 года Гуго Капет был избран королём Франции и коронован в Нуайоне, основав династию Капетингов, и положив начало подлинно французской государственности.

### Культурная деятельность
При Адальбероне Реймс был также культурным центром. Был расширен и украшен собор Нотр-Дам-де-Реймс. В школе монастыря Святого Ремигия преподавал логик Геранн, а затем крупный учёный своего времени Герберт Орильякский.